# ミス・ユニバース2005
ミス・ユニバース2005（タイ語：นางงามจักรวาล 2005）は54回目のミス・ユニバースで、世界大会は2005年（仏暦2548年）5月31日にタイ王国バンコク首都圏ノンタブリー県のインパクト・アリーナで行なわれた。
日本からは葛谷由香里が代表として出場した。

## 概要
タイでの開催は1992年大会以来13年ぶり2回目。司会はビリー・ブッシュとナンシー・オデールが担当した。大会の模様はNBCとタイのテレビ局チャンネル7（ミス・タイランド・ユニバースの主催者）で放送された。

## 最終結果

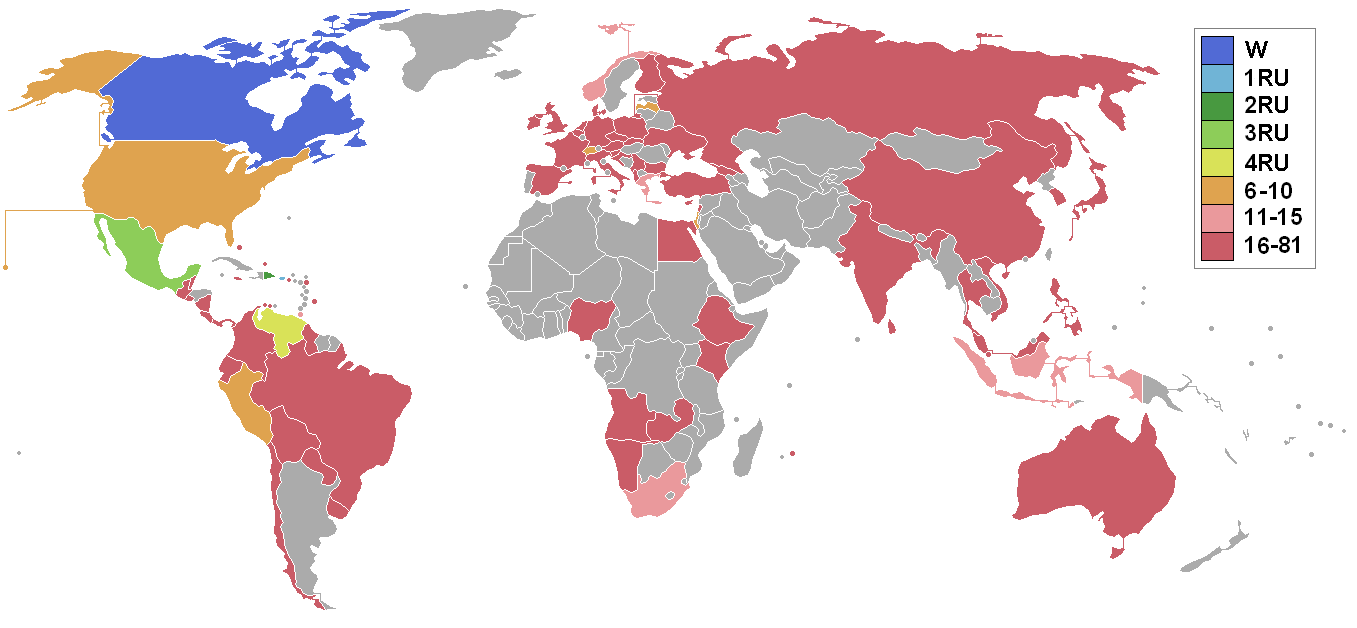
ミス・ユニバース2005の参加国・地域と最終結果

### 入賞者
| 最終結果             | 参加者 |
| -------------------- | --- |
| ミス・ユニバース2005 | - カナダ – ナタリー・グレボヴァ（Natalie Glebova） |
| 第2位                | - プエルトリコ – シンシア・オラヴァリア（Cynthia Olavarría） |
| 第3位                | - ドミニカ共和国 – レナタ・ソネ（Renata Soñé） |
| 第4位                | - メキシコ – ラウラ・エリソンド（Laura Elizondo） |
| 第5位                | - ベネズエラ – モニカ・スピア（Mónica Spear） |
| トップ10             | - イスラエル – エレナ・ラルフ - ラトビア – イェヴァ・ココレヴィチャ - ペルー – デボラ・スルカ - スイス – フィオナ・ヘフティ - アメリカ – チェルシー・クーリー                                                           |
| トップ15             | - ギリシャ – エヴァンゲリア・アラヴァニ - インドネシア – アルティカ・サリ・デヴィ - ノルウェー – ヘレーネ・トラーサヴィク - 南アフリカ共和国 – クラウディア・ヘンケル - トリニダード・トバゴ – マグダレン・ウォルコット |

### 特別賞
- ミス・コンジニアリティ：トリシア・ホーマー （ アメリカ領ヴァージン諸島）
- ミス・フォトジェニック：ジオンナ・カブレラ（ フィリピン）
- ベスト・ナショナル・コスチューム：チャナンポーン・ロッサジャン（ タイ）